# 三単現
| ウィキペディアには「三単現」という見出しの百科事典記事はありません（タイトルに「三単現」を含むページの一覧/「三単現」で始まるページの一覧）。 代わりにウィクショナリーのページ「三単現」が役に立つかもしれません。 |